# California (Mr. Bungle)
California è il terzo album discografico del gruppo musicale statunitense Mr. Bungle. Uscì il 13 luglio 1999, dopo quattro anni di pausa dal precedente album (Disco Volante).

## L'album
Rispetto ai primi due albumi dei Mr. Bungle, California risulta certamente più accessibile: il formato canzone viene smentito meno sguaiatamente, ma comunque persiste in maniere più sottile.
Così come per i precedenti album, gli stili coinvolti sono numerosissimi, a volte nell'arco di singole canzoni: musica hawaiana e orientale, electro funk, doo wop zappiano, musica folk, pop, surf rock, musica da circo, New Age, heavy metal, lounge, jazz rock, avant-garde, thrash metal, jazz, Burt Bacharach e Beach Boys. Vi sono poi nel disco richiami alle colonne sonore dei film horror, alla science fiction, allo spaghetti western, al kecak balinese.
Il processo compositivo per California è stato molto meno collaborativo rispetto agli album precedenti della band. Nonostante il suono più accessibile rispetto ai dischi precedenti, il sassofonista Clinton McKinnon ha dichiarato: “Non era un tentativo di riconciliarci con il pubblico per averlo precedentemente torturato col rumore bianco [...] non era un tentativo consapevole di normalizzare la nostra musica e renderla appetibile per tutti”. Sulla scrittura e sulla sonorità del disco, Trevor Dunn ha dichiarato in un’intervista del 2017: “[noi] non abbiamo mai discusso la direzione in cui eravamo proiettati. Non ci siamo mai seduti ed abbiamo detto 'ok l’ultima registrazione era così quindi adesso proviamo a fare questo'. Invece abbiamo portato individualmente delle cose al tavolo collettivo che poi in qualche modo si sono fuse senza premeditazione”. Il bassista ha inoltre proseguito affermando che “la registrazione di California fu una specie di disastro. Abbiamo cercato di risparmiare registrando nella nostra sala prove che Trey aveva in parte trasformato in uno studio di registrazione. Ma abbiamo anche sparpagliato il lavoro su vari studi esterni con un numero di fonici e di musicisti esterni. Alla fine avevamo due mixer da 24 tracce e due macchine ADAT attaccate. Quella registrazione sarebbe stata molto più semplice da gestire se Pro Tools fosse uscito un po’ prima”.
La registrazione di California fu infatti decisamente più articolata rispetto ai primi due dischi. La band decise di registrare il disco in analogico piuttosto che in digitale: alcune canzoni hanno richiesto una registrazione multitraccia con diversi mixer 24-canali a gestire più di cinquanta tracce analogiche.
I costanti cambi di genere dei primi due album sono più contenuti e California è stato descritto da Associated Press come maggiormente lineare. Sul diverso stile dell'album, Mike Patton spiegò che "durante le registrazioni la band aveva assunto un suono vagamente pop", aggiungendo che "alcuni fottuti fan dei No Doubt in Ohio non riescono però a ingoiare la cosa". L'album venne ben recensito dal critico Robert Everett-Green, che affermò: "L'ultimo album della band (e il migliore) non si rivela immediatamente, ma una volta che ti acchiappa, non c'è rimedio. Il miglior disco dell'anno, di gran lunga."
California sarebbe dovuto uscire l'8 giugno del 1999, ma la Warner preferì ritardarne la pubblicazione per evitare accavallamenti con il quasi omonimo album Californication dei Red Hot Chili Peppers.

## Promozione e tour
Per supportare l’album, i Mr. Bungle si sono imbarcati in un tour a larga scala che attraversava Nord America, Europa ed Australia. Una delle apparizioni più importanti è stata all’edizione del 2000 dello SnoCore Tour, in cui si sono esibiti assieme ad altri esponenti dell’alternative metal da loro stessi influenzati, come Incubus e System Of a Down. Secondo Dunn, i Mr. Bungle erano “completamente fuori posto” allo SnoCore Tour, sottolineando che “Eravamo delle specie di nonni del tour, così abbiamo cominciato a divertirci un po’ col pubblico. Ci siamo vestiti da Village People e ci atteggiavamo da checche, cosa che ha fatto parecchio incazzare i metallari.” Il chitarrista Trey Spruance, riflettendo sullo SnoCore tour nel 2002, ha raccontato “alcuni di noi erano del tipo, beh… immagino… questa sarà una… avventura? E questo fu un po’ lo spirito con cui andammo a farlo. Cioè, c’era quella cosa di 'Sì, dai, arriveremo a sta gente! Possiamo espandere il pubblico.' Io non c’ho mai creduto per un fottuto secondo. Questo tipo di logica - non ti porta da nessuna parte, non funziona. È una ricetta per fallimenti e disastri.” Quando gli è stato chiesto del pubblico ostile durante lo SnoCore tour, Spruance ha detto: “Questi possono essere semplicemente momenti magici. È quando Mike raggiunge il suo apice.” Dunn ricorda che allo spettacolo di Myrtle Beach dello SnoCore, la folla era così incazzata verso i Mr. Bungle che pensò che "potessero effettivamente venire uccisi". A Myrtle Beach infatti, dopo che Mike Patton simulò di fare una fellatio al microfono in modo da provocare la folla, il pubblico si arrabbiò a tal punto da incominciare a tirare monete ed altri oggetti alla band.

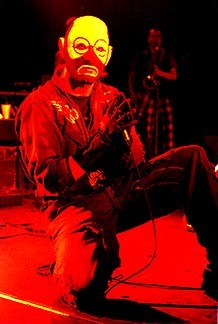
Mike Patton durante un live con i Mr. Bungle (1991)

### Performance dal vivo
Nei tour precedenti, i Mr. Bungle erano conosciuti per i loro spettacoli tipicamente non convenzionali, in cui i membri della band si vestivano con costumi e maschere. Negli spettacoli del tour del 1999-2000 di supporto a California, Dunn solitamente si vestiva come la ragazza bionda della St. Pauli o Riccioli D’oro, nonostante durante quel periodo gli altri membri principalmente non indossavano maschere e vestiti a causa del crescente impegno che la nuova musica richiedeva sul palco. Come nel precedente “Disco Volante Tour”, le canzoni del primo album omonimo e delle demo indipendenti erano perlopiù escluse, con l’eccezione di Quote Unquote, My Ass Is On Fire (rilavorata con elementi elettronici) e molte altre canzoni death metal risalenti al periodo d’esordio della band, che facevano parte dei medley della canzone di Disco Volante, Merry Go Go Bye.

## Critica ed eredità
California è stato accolto molto bene dalla critica. Una recensione positiva arrivò da Pitchfork, che lo definì “uno degli album dei quali è impossibile immaginare che abbia a che fare con una major”, scrivendo: “più ascolto California, più sono convinto che Mike Patton sia realmente il diavolo in vacanza.” Steve Huey di AllMusic, analogamente, ha osservato che l’album “vi stupirà per il fatto che una band così insolentemente strana e non commerciale abbia registrato per la Warner Bros.” Nel 2017, il sito canadese Exclaim! ha citato il disco come uno degli essenziali nella discografia di Mike Patton, affermando che California mantiene lo strano stile che ha fatto amare i Mr. Bungle fino a quel punto, ma rimane bello e melodico fino al giorno d’oggi."
L’artista sperimentale Igorrr è stato fortemente influenzato dal disco, specialmente dalla traccia Ars Moriendi. Il singolo del 2005 Unretrofied dei The Dillinger Escape Plan, i quali erano stati in tour con i Mr. Bungle nel 1999, è stata ispirata dalle sensazioni che Retrovertigo evocava nel chitarrista Ben Weinman dopo averne assistito l'esecuzione ogni sera. Il 30 giugno 2017, la band metal Avenged Sevenfold ha pubblicato una cover registrata in studio di Retrovertigo.

## Tracce
1. Sweet Charity – 5:05 (Patton)
2. None of Them Knew They Were Robots – 6:03 (testo: Spruance – musica: Patton/Spruance/Heifetz)
3. Retrovertigo – 4:59 (Dunn)
4. The Air-Conditioned Nightmare – 3:55 (testo: Patton – musica: Patton/McKinnon)
5. Ars Moriendi – 4:10 (Patton)
6. Pink Cigarette – 4:55 (testo: Patton – musica: Patton/Spruance)
7. Golem II: The Bionic Vapour Boy – 3:34 (Spruance)
8. The Holy Filament – 4:04 (Dunn)
9. Vanity Fair – 2:58 (testo: Patton – musica: Patton/Dunn)
10. Goodbye Sober Day – 4:29 (testo: Patton – musica: Patton/McKinnon)

## Formazione
- Trevor Dunn - basso, artwork
- Danny Heifetz - batteria
- Clinton "Bär" McKinnon - sassofono, tastiere
- Mike Patton - canto, tastiere, artwork
- Trey Spruance - chitarra, ingegnere del suono

### Musicisti ospiti
- Bill Banovetz - corno inglese
- Sam Bass - violoncello
- Ben Barnes - violino, viola
- Henri Ducharme - fisarmonica
- Timb Harris - tromba
- Marika Hughes - violoncello
- Eyvind Kang - violino, viola
- Carla Kihlstedt - violino, viola
- Michael Peloquin - armonica a bocca
- David Phillips - pedal steel guitar
- Larry Ragent - corno francese
- Jay Stebley - cimbalom
- Aaron Seeman - pianoforte in Pink Cigarette
- William Winant - timpani, tam-tam, grancassa